# Anwar Hussein
Anwar Hussein (3. listopadu 1938 – 23. září 2024) byl britský fotoreportér a spisovatel narozený v Tanganice. V roce 2016 se stal nejdéle sloužícím fotografem britské královské rodiny a královny Alžběty II.

## Životopis
Změnil vnímání královské rodiny focením příležitostných fotografií namísto formální portrétní fotografie. Alžběta II. a Královna matka použily jeho fotografie na vánoční přání. V roce 2016 se stal nejdéle sloužícím fotografem britské královské rodiny a královny Alžběty II. Dva z Husseinových synů se stali královskými fotografy pracujícími nezávisle na něm. Samir a Zak často doprovází na cestách prince Williama a princeznu Kate.
Anwar Hussein zemřel po dlouhé nemoci dne 23. září 2024 ve věku 85 let.